# Robert Kubánek
Robert Kubánek (10. ledna 1964 Praha – 20. listopadu 2014) byl český básník, prozaik, nakladatelský redaktor a překladatel.
V osmdesátých letech 20. století byl spoluzakladatelem, přispěvatelem a editorem samizdatového almanachu LEŽ. V letech devadesátých postupně pracoval v nakladatelstvích BB Art, Mladá fronta a XYZ. Od roku 2009 vedl vlastní nakladatelství Nemo. Redigoval stovky knih českých i světových autorů, například J. R. R. Tolkiena, Bohumila Hrabala a Joa Nesbøho.
Vlastní tvorbu publikoval v osmdesátých letech samizdatově, oficiální knižní prvotinou byla až sbírka básní Zříkadla (2000), následovaná knihou povídek Bezcestí (2003) a básnickou sbírkou Rozladění (2007).